# Заклещване (полов акт)
Заклещване или заключване по време на полов акт (на латински: penis captivus – пленен пенис) е рядко срещано явление, при което мускулите във влагалището се притискат към пениса много по-здраво от обикновено, което прави изваждането му невъзможно.
Подобно „заклещване“ се наблюдава в последния етап на чифтосване при кучета, но явленията и процесите са различни. При кучетата пенисът има надлъжно разположена кост, която преди еякулацията, чрез мускулни контракции се преорентира напречно, което не да дава възможност за изваждане на пениса от влагалището, докато семенната течност не се изхвърли напълно. Това е рефлексен, безболезнен и нормален процес за животните. При хората подобно явление може да бъде причинено от неправилна, патологична реакция на женското тяло, основана на страх от половия акт.

## История
Според статия от 1979 г. в Британския медицински журнал, това състояние не е било известно през ХХ век, но последващо писмо до същия журнал съобщава за такъв случай през 1947 г. Заклещването при полов акт не трябва да се бърка с вагинизъм, въпреки че в съществуващите описания се предполага връзка между двете.
През последните години сексолозите все повече наблюдават подобни явления. Момичетата започват своя сексуален живот все по-рано, което носи не удоволствие, а болка. В допълнение, ако е налице страх от бременност, както и ако партньорът също е груб, или напротив, и двамата са твърде плахи и неумели – това също може да доведе до изпитване на болка. Така се заражда вагинизъм, който остава с жената в продължение на много години. В резултат е невъзможно докосване по гениталиите, а мисълта за полов акт предизвиква паника.

## Физиология
Мускулите на влагалището, перинеума и бедрата, по време на оргазъм, се свиват ритмично. В същото време еректиралият пенис, може да попадне в „плен“, и докато мускулите на влагалището не се отпуснат, кръвта не може да се оттегли от пениса. В такъв момент и двамата партньори могат да изпитват болка и да изпаднат в емоционален шок. Пенисът може да бъде изваден едва след края на оргазма. Често се смята, че двойката безуспешно се опитва да се раздели в продължение на няколко минути.
„Пленният пенис“ може да даде на двамата партньори куп негативни преживявания. Жената може да изпитва страх, болка, да има сърцебиене и чувство на недостиг на въздух. Тъй като артериалното налягане в еректиралия пенис на мъжа е много по-голямо от венозното, с неговото притискане, кръвта продължава да тече в кавернозните тела, а изтичането ѝ спира. В резултат на това пенисът набъбва драстично. Опитите на мъжа да се освободи увеличават мускулните спазми на партньорката. Съпътстващата болка може да доведе до шок и загуба на съзнание.
По-голяма вероятност за заклещване при полов акт имат мъже с членове с голяма глава и тези с удебеляване в средната част. Коничният пенис (с изтъняване към главата) има по-голям шанс за освобождаване.

## Освобождаване
Основното нещо при попадане в подобна ситуация е да не се изпада в паника, въпреки болката, но и да не се губи време. Независимо освобождаване е възможно в рамките на първите 20 минути, след което спешно трябва да се потърси медицинска помощ, тъй като пенисът може да продължи да се надува.
Различни техники могат да бъдат прилагани с цел освобождаване на пениса от хватката на влагалището, като:
- избягване на резки движения
- взимане на топъл душ за отпускане и облекчаване на спазмите
- рефлексна релаксация на тазовото дъно, чрез вкарване на показалеца на мъжа в ануса на жената и последващо силно придърпване назад до опашната кост
- разсейване от ситуацията, чрез физическо натоварване също може да помогне за спад на ерекцията при мъжа. Ако мъжът е по-гръб може да направи няколко коремни преси, а ако е по корем – лицеви опори без да движи таза.